# Allium croaticum
Allium croaticum (лат.) — вид однодольных растений рода Лук (Allium) семейства Амариллисовые (Amaryllidaceae). Впервые описан группой хорватских и итальянских ботаников в 2008 году.

## Распространение и среда обитания
Эндемик Хорватии, известный с местности Хум на острове Вис в Центральной Далмации.
Произрастает на известковых осыпях.

## Ботаническое описание
Луковичный геофит.
Цветёт в начале лета.
Число хромосом — 2n=16, диплоид. Предположительно близок Allium stamineum и другим родственным последнему видам.

## Природоохранная ситуация
Является строго охраняемым растением, сбор которого в Хорватии запрещён.